# Antonio Destrieux López
Antonio Destrieux López   (10 d'agost de 1912 - Tarragona, 17 de desembre de 1991) fou un ciclista espanyol que va córrer entre 1930 i 1945. En el seu palmarès destaquen 2 etapes de la Volta a Catalunya.

## Palmarès
• 1930 campió d'Andalucia
•1932 Campió d'Andalucia
•1933 Campió d'Andalucia
•1934 Campió d'Andalucia
- 1935
  - Vencedor d'una etapa de la Volta a Mallorca
  - 1r al Campionat de Barcelona
- 1936
  - Vencedor d'una etapa de la Volta a Catalunya
- 1943
  - 3r General Volta a Catalunya
  - Vencedor d'una etapa del Gran Premi Ajuntament de Bilbao
  - Vencedor d'una etapa de la Volta a Catalunya[1]

### Resultats a la Volta a Espanya
- 1942. 18è de la classificació general